# Shiveegovi, Govisümber
Shiveegovi (tiếng Mông Cổ: Шивээговь, hay Shiveegov', Shibeegobi) là một sum của tỉnh Govisümber tại miền trung Mông Cổ. Vào năm 2008, dân số của sum là 2.745 người.

## Lịch sử
Cho đến năm 1992, Sư đoàn súng trường 91 của Liên Xô được đặt tại đây.

## Địa lý
Trung tâm sum nằm cách thủ đô Ulaanbaatar 390 km.

### Khí hậu
Khu vực này có khí hậu bán khô hạn. Nhiệt độ trung bình hàng năm trong khu vực là 5 °C. Tháng ấm nhất là tháng 7, khi nhiệt độ trung bình là 26 °C và lạnh nhất là tháng 1, với -20 °C. Lượng mưa trung bình hàng năm là 192 mm. Tháng mưa nhiều nhất là tháng 7, với lượng mưa trung bình 63 mm và khô nhất là tháng 1, với lượng mưa 1 mm.

## Giao thông
Thị trấn được phục vụ bởi một ga đường sắt trên tuyến Đường sắt Xuyên Mông Cổ.

## Kinh tế
Sum có một trường học, một bệnh viện, một cơ sở dịch vụ và một mỏ than lộ thiên, sở hữu bởi Công ty cổ phần Shivee ovoo.

## Hành chính
Shiveegovi được chia thành 2 bag (xã):
- Bag 1
- Bag 2